# Bruno Kapanji Kalala
Bruno Kapanji Kalala est un homme politique de la République démocratique du Congo. Le 28 avril 2012, il était nommé ministre des Ressources hydrauliques et de l'Électricité au sein du gouvernement Matata I sur l'ordonnance présidentielle.

## Biographie
Bruno Kapanji Kalala est originaire de la province du Kwilu.